# Eiko Hanamura
Eiko Hanamura (花村えい子, Hanamura Eiko, aussi transcrit en « Eico Hanamura »), née le 9 novembre 1929 à Kawagoe et morte le 3 décembre 2020 à Tokyo, est une mangaka et illustratrice japonaise spécialisée dans les mangas féminins avec les shōjo mangas et les ladies' comics.
Elle dessine ses premiers mangas en 1959 pour le marché du livre de prêt. Inscrivant son style graphique dans celui de la peinture lyrique qui illustrait les magazines pour filles d'avant-guerre, elle participe à l'établissement des conventions graphiques du shōjo manga. Son œuvre la plus célèbre est Autant en emporte la brume, publiée en 1966.
Hanamura remporte le prix de l'Association des auteurs de bande dessinée japonais en 1989, le premier grand prix du Japan Media Arts Festival en 1997 et est aussi nommée membre d'honneur de la Société nationale des beaux-arts de France en 2007.

## Biographie

### Jeunesse et formation
Eiko Hanamura, de son nom de naissance Eiko Yamaga (山賀栄子, Yamaga Eiko), est née le 9 novembre 1929 à Kawagoe dans la préfecture de Saitama, dans une ancienne famille de commerçants. Ses parents divorcent rapidement après sa naissance et Hanamura est principalement élevée par sa grand-mère. Relativement épargnée par la Seconde Guerre mondiale, elle fréquente le lycée pour filles local et découvre les œuvres du peintre lyrique Jun'ichi Nakahara, célèbre pour ses illustrations dans le magazine Shōjo no tomo ainsi que pour ses dessins de mode.

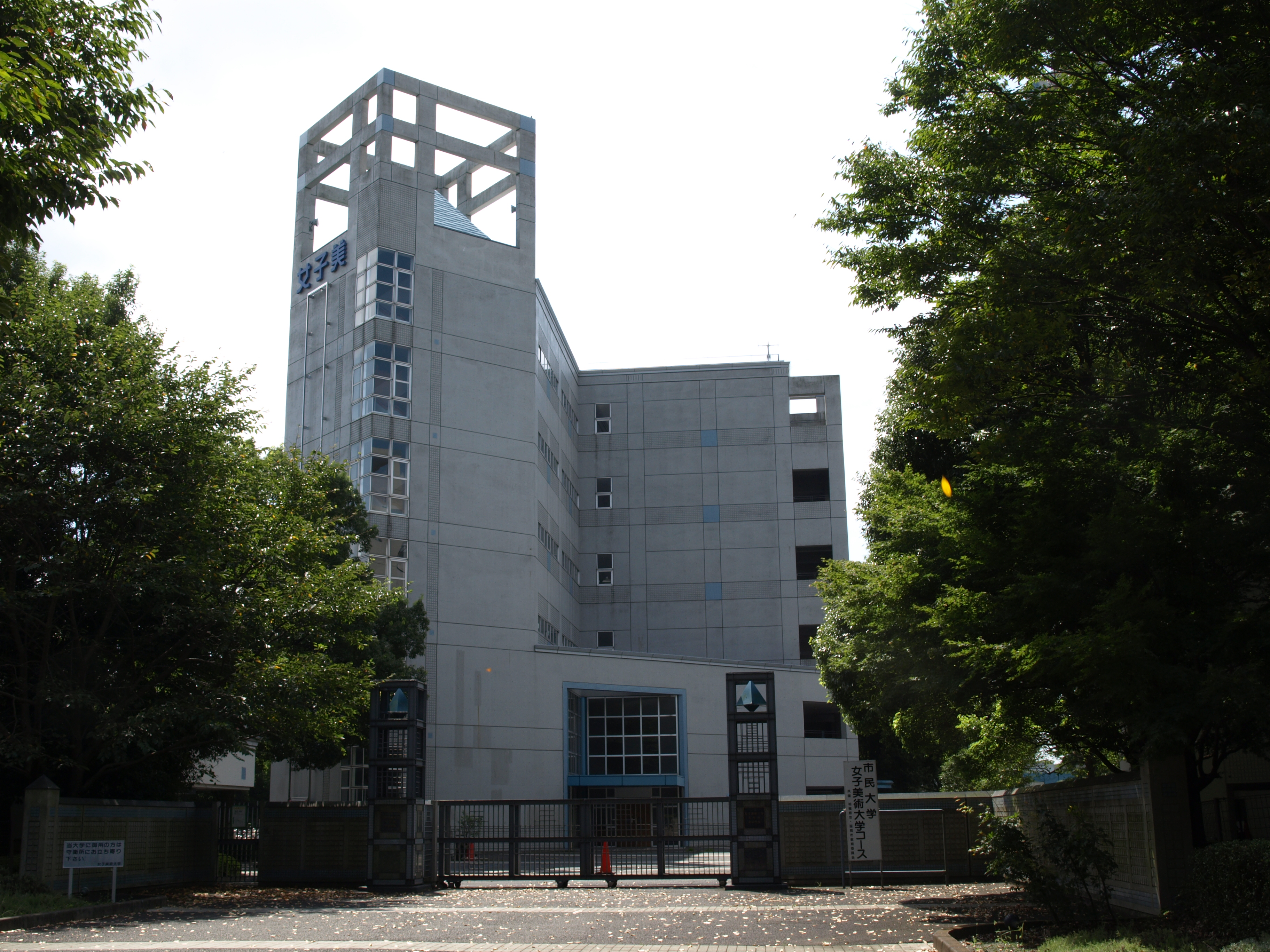
L'université Joshibi d'art et design en 2009.

Cette découverte des œuvres de Nakahara l'oriente vers une carrière artistique : après le lycée elle intègre l'université Joshibi d'art et design à Tokyo. En plus de l'illustration, elle devient membre du club de théâtre de l'université, où elle rencontre Eiji Hanamura. Les deux tombent amoureux et se marient.
Lorsque son mari part dans la ville d'Osaka pour mener sa carrière théâtrale, Hanamura abandonne ses études à l'université afin de le suivre ; elle considère à l'époque qu'il serait compliqué pour elle de devenir illustratrice du fait du contexte économique difficile dans lequel se trouve encore le Japon.

### Mangas de prêt
À Osaka, au pied de l'immeuble où elle vit se trouve une boutique de kashihon, les livres de prêt. Les mangas de prêt sont en plein essor et le propriétaire de la boutique, Toshihiko Fujiwara, dessine lui-même des mangas pour la maison d'édition Kinryū shuppan-sha. Fujiwara recrute Hanamura pour concevoir des shōjo mangas, pour filles, et la paie bien plus que ce qu'elle gagne comme comédienne avec son mari. Les commandes de mangas continuant d'arriver, elle s'oriente définitivement dans la conception de manga,.
Sa première œuvre, Murasaki no yōsei, est ainsi publiée en 1959 dans l'anthologie de manga Niji, de Kinryū shuppan-sha. Son style, influencé par la peinture lyrique, est alors considéré comme inhabituel pour les mangas de l'époque mais plaît à l'éditeur. Elle continue ainsi à créer des mangas pour les maisons d'édition de prêt d'Osaka pendant plusieurs années en publiant des histoires variées, allant de la biographie du président américain John Kennedy à des adaptations de romans comme ceux de Sakae Tsuboi. Elle dessine notamment une première version de Autant en emporte la brume.
À la fin des années 1950 et au début des années 1960, la conception de mangas, même pour fille, reste essentiellement le fait d'hommes et Hanamura fait alors partie d'une petite minorité d'autrices. Elle fréquente peu ses congénères, mais se lie tout de même d'amitié avec deux autres mangakas basés à Osaka : Kazuo Umezu et Yukiko Tani.

### Mangas de magazine

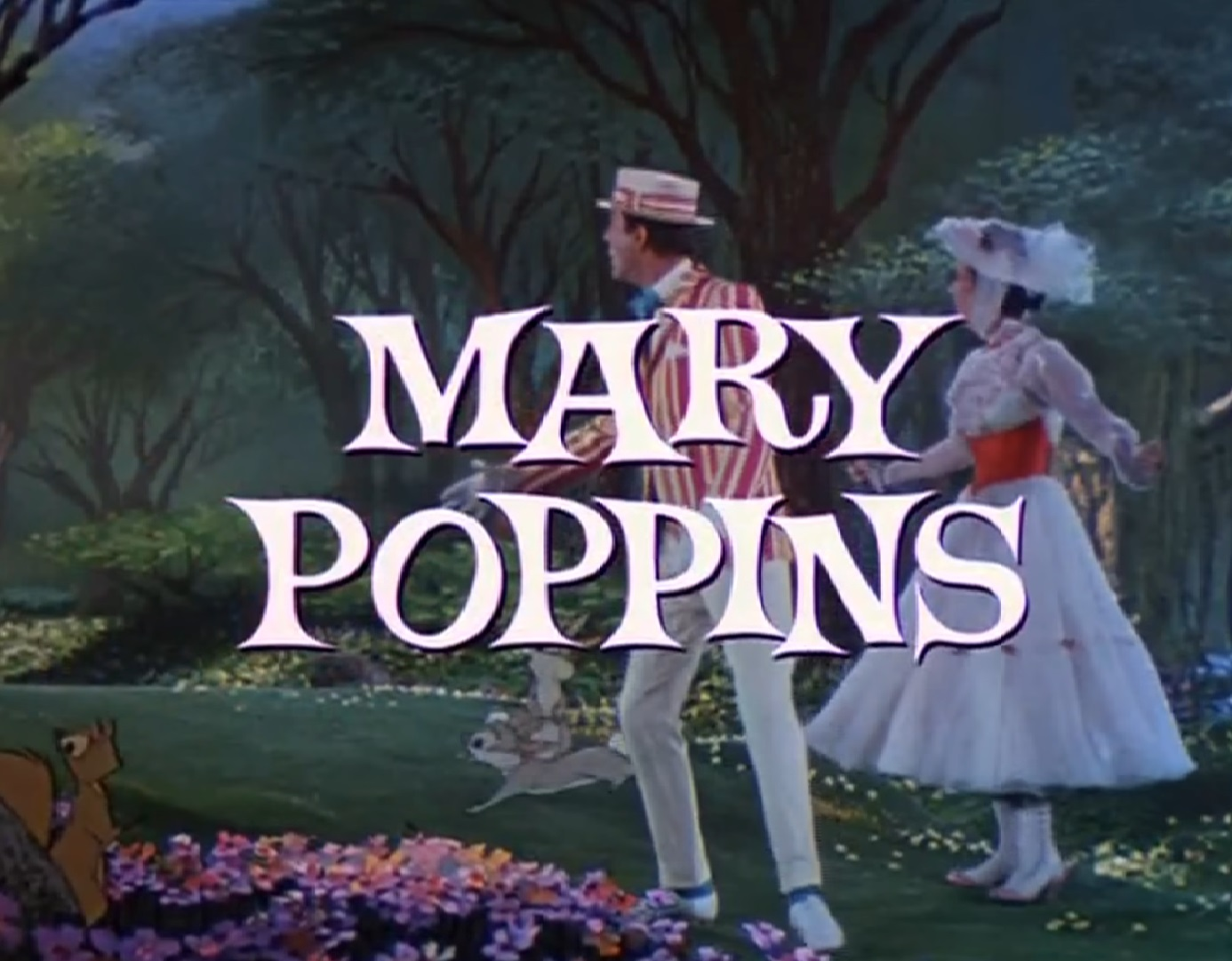
En 1966 Hanamura adapte en manga le film Mary Poppins pour le Nakayoshi.

Si les créatrices de mangas restent minoritaires, les maisons d'édition basées à Tokyo se rendent compte que les shōjo mangas conçus par des femmes sont sensiblement plus populaires auprès des lectrices que ceux conçus par des hommes. La demande pour les autrices augmentent et les éditeurs tokyoïte cherchent à recruter Hanamura. Face à cette demande la mangaka délaisse les éditions de prêt et déménage à Tokyo pour travailler dans les magazines shōjo.
Son premier manga de magazine est Shiroi hana ni tsuzuku michi, publié en 1964 dans le Nakayoshi de Kōdansha.
Avec ces premiers travaux publiés en magazine, les éditeurs demandent à Hanamura de changer de style graphique, qui selon eux ne correspondrait pas à un « style manga », et l'encouragent à adopter un style similaire à celui d'autrices populaires telles que Miyako Maki ou encore Mihoko Matsuo. Ces remarques concernent notamment la forme de la bouche et des yeux des personnages. Toutefois l'autrice refuse de changer sa façon de dessiner et parvient à imposer son style aux magazines.
La mangaka décide de faire un remake d'Autant en emporte la brume. Cette seconde version du récit, publiée entre 1966 et 1967 dans le Shūkan Margaret de Shūeisha, devient l'œuvre représentative de Hanamura. En 1975, elle devient par ailleurs la première série de shōjo manga à être adaptée en drama pour la télévision japonaise, qui rencontre un vif succès,.

### Mangas pour adulte
Lors de la première moitié des années 1970, le shōjo manga, destiné aux adolescentes, voit son lectorat devenir de plus en plus âgé, aussi les maisons d'éditions initient des magazines de ladies' comics, destinés aux femmes adultes. Ils recrutent Hanamura pour publier dans leurs magazines et l'autrice engage des assistantes pour faire face à la demande croissante des éditeurs.
Aussi aux alentours de 1975, la mangaka commence à dessiner des ladies' comics pour divers magazines, tels que le Josei Seven de Shōgakukan. Cependant Hanamura n'aime pas la direction que prend le ladies' comics typique, qui devient de plus en plus érotique, et se spécialise alors dans les ladies' comics de genre policier avec des magazines dédiés au genre tels que le Mystery Jour de Futabasha.
En plus des créations originales de mangas policier, elle adapte en ladies' comics divers romans d'auteurs tels que Mikihiko Renjō, Yasuo Uchida ou encore Tsumao Awasaka, ainsi que plusieurs classiques de la littérature japonaise, tels que par exemple Le Dit du Genji par Murasaki Shikibu.

### Décès
Hanamura meurt le 3 décembre 2020 à son domicile de Tokyo à l'âge de 91 ans, d'un syndrome de défaillance multiviscérale.

## Style

### Illustration
Le style visuel d'Eiko Hanamura est grandement inspiré par la peinture lyrique. Ce courant pictural domine les magazines shōjo d'avant guerre et est influencé par l'art nouveau ; Yumeji Takehisa ou Jun'ichi Nakahara sont deux artistes influents de ce courant. Les peintures lyriques dépeignent des filles à l'air mélancolique qui possèdent un physique doux, maigre et aux grands yeux, elles sont en outre souvent entourées de représentations florales.
Hanamura fait partie d'un petit nombre de mangakas shōjo, tels que Macoto Takahashi, qui reprennent ouvertement les codes lyriques pour la conception visuelle de leurs mangas de prêt. L'autrice se distingue de ses congénères par la forme des bouches et des yeux de ses personnages : aux premières, elle dessine la partie supérieure des lèvres, aux seconds elle représente les cils inférieurs. Ces deux éléments ne sont habituellement pas représentés dans les dessins de manga de l'époque et Hanamura est considérée pour être la première à les dépeindre. Si ce style est populaire dans les kashihon mangas, l'autrice est critiquée par ses premiers éditeurs de magazines, qui ont alors une vision plus stricte de ce que peut être un dessin de manga, mais ne change pas son style pour autant.
En plus des bandes dessinées la mangaka s'inscrit dans la droite lignée des peintres lyriques en devenant réputée dans la conception de nombreuses illustrations de mode ; elle les décore de compositions florales et les publie dans les magazines shōjo des années 1960,. Au contraire des mangas en noir et blanc, ces illustrations sont en couleur. Hanamura se démarque par un usage de couleurs non-naturelles comme le bleu ou le rouge afin de colorer les cheveux des filles.

### Narration
Hanamura suit généralement une narration perçue comme dramatique voire mélodramatique, avec une touche de romantisme. Elle reprend du romancier Mikihiko Renjō l'usage des éléments naturels et éphémères pour renforcer une scène dramatique, par exemple la neige, le vent ou les fleurs. Akiko Inōe considère que l'on retrouve cet aspect éphémère jusqu'aux filles qui servent de protagonistes dans les shōjo mangas de l'autrice : elles sont pures, fragiles et n'ont pas encore conscience de leurs émotions, parfois cruelles.
La mangaka explique qu'elle conçoit ses personnages de la même façon qu'elle incarnait ses rôles en tant que jeune comédienne : elle devient ses personnages et ressent ce que ses personnages ressentent.

## Distinctions et reconnaissance
Eiko Hanamura reçoit en 1989 le prix de l'excellence décerné par l'Association des auteurs de bande dessinée japonais pour l'ensemble de ses travaux.
En 1997, le Japan Media Arts Festival décerne le grand prix à une collection de 32 volumes manga adaptant des classiques de la littérature japonaise, à laquelle Hanamura a contribué avec une adaptation d'Ochikubo monogatari.
Du vivant de l'artiste, ses illustrations et planches sont exposées dans diverses galerie d'art au Japon, par exemple dans le quartier Aoyama de Tokyo en 2008 ou dans sa ville natale de Kawagoe. En dehors du Japon, elle est exposée au musée du Louvre en 2007 sur invitation de la Société nationale des beaux-arts, qui la nomme à cette occasion membre d'honneur de la société. Elle continue d'y exposer ses œuvres tous les ans jusqu'à sa mort en 2020.